# Coulommes-et-Marqueny
Coulommes-et-Marqueny è un comune francese di 95 abitanti situato nel dipartimento delle Ardenne nella regione del Grand Est.

## Società

### Evoluzione demografica
Abitanti censiti